# 名古屋市立吉根中学校
名古屋市立吉根中学校（なごやしりつ きっこちゅうがっこう）は、愛知県名古屋市守山区笹ヶ根にある名古屋市立中学校。
名古屋市内の中学校としては11年ぶりの新設校。

## 沿革
- 2015年（平成27年） - 名古屋市立志段味中学校より分離独立[1]。

### 歴代校長
- 初代：安藤 雅行
- 2代目：森 純子
- 3代目：丹羽 広重

## 教育目標
校訓として「自主、自律、自学」を定めている。

## 生徒会活動・部活動

### 生徒会活動
- 生活委員会[2]
- 美化委員会[2]
- 図書委員会[2]
- 保健委員会[2]
- 体育委員会[2]
- 放送委員会[2]
- 選挙管理委員会

### 部活動
- 野球部[2]
- サッカー部[2]
- バスケットボール部[2]
- バレーボール部[2]
- 硬式テニス部
- 卓球部[2]
- 美術部[2]
- 陸上競技部
- 読書部

## 通学区域
- 名古屋市立志段味西小学校学区[3]
- 名古屋市立吉根小学校学区[3]